# Lily Carlstedt
Lily Marie Louise Carlstedt (Søllerød, 5. ožujka 1926. – Vallensbæk, 14. lipnja 2002.) bila je danska atletičarka, natjecateljica u bacanju koplja.
Osvajačica je brončanog odličja s Olimpijskih igara 1948. u Londonu. Na Olimpijskim igrama četiri godine kasnije u Helsinkiju bila je 5.
Svoj najbolji hitac u karijeri bacila je 1956., a iznosio je 48,28 metara. Završetkom karijere, radila je kao športska djelatnica u Kopenhagenu.
Jedna je od rijetkih danskih športaša koji su postavili olimpijski rekord (učinila je to u Helsinkiju 1952.).